# Слюдорудник
Слюдорудник (рос. Слюдорудник) — селище, підпорядковане місту Киштим Челябінської області Російської Федерації.
Населення становить 398 осіб (2010).

## Історія
Згідно із законом від 28 жовтня 2004 року органом місцевого самоврядування є Киштимський міський округ.

## Населення
| 2002 | 2010 |
| ---- | ---- |
| 418  | ↘398 |